# Leegte
Leegte is de afwezigheid van al het andere.
Binnen verschillende religies en in de fysica wordt deze term specifiek gebruikt.

## Mythologie
In verschillende oude mythologieën wordt het begrip leegte aangewend om het begin van de kosmische wereld aan te geven. Zo spreekt de oude Noordse mythologie die voor het christendom in de noordelijke helft van Europa gold over de Ginnungagap, de gapende leegte, waarin zich het eerst twee extremen polariseerden, de vuurwereld en de ijswereld. Ook in bijvoorbeeld de oude Mesopotamische mythologie is er dergelijk begrip, Aralu genaamd. Dit werd gelijkgesteld met de onderwereld en werd gesitueerd als onderliggend aan de wateren van Apsu, de Oeroceaan.

## Boeddhisme
In het boeddhisme is leegte een vertaling van de term sunyata (Sanskriet en Pali). Het kan verwijzen naar het niet aanwezig zijn van iets. Over het algemeen echter verwijst de term sunyata in het hedendaagse boeddhisme meestal naar het karakteristiek van niet-zelf (Pali: anatta; een van de drie karakteristieken).

## Christendom
De leegte is geen centraal begrip binnen het christendom, maar komt wel voor. Wanneer het voorkomt, slaat het in negatieve zin op de aardse zaken (ten opzichte van 'hemelse zaken'). Het Bijbelboek Prediker zegt dat alles ijdelheid is, in moderne vertalingen vertaald met lucht en leegte. De schrijver van het boek doelt hier op de aardse zaken, die het niet waard zijn om na te jagen: Het is inhoudsloos en gaat vroeg of laat toch verloren.

## Fysica
In de fysica wordt met leegte ook wel het vacuüm aangegeven.